# Лауде Пиньейро, Клебер
Клебер Лауде Пиньейро (порт. Kléber Laube Pinheiro; 2 мая 1990, Эстансия-Велья, Бразилия)— бразильский футболист, нападающий. Выступал в национальной сборной Бразилии.

## Клубная карьера
Клебер начал карьеру в клубе «Атлетико Минейро» и в 2009 году был отдан в аренду португальский клуб «Маритиму», где поиграл два сезона, сыграв 38 матчей и забив в них 15 голов. В 2011 году бразилец перешёл в другой португальский клуб «Порту» и в первый сезон выиграл Суперкубок и чемпионат Португалии. С начала 2013 перешёл на правах аренды в «Эшторилу».

## Национальная сборная
В 2011 году получил вызов в сборную Бразилии. 10 ноября 2011 года дебютировал в составе сборной в матче с Габоном выйдя на замену на 70-й минуте.

## Достижения
«Порту»
- Чемпион Португалии (2): 2011/12, 2012/13
- Обладатель Суперкубка Португалии (2): 2011, 2012
- Финалист Суперкубка УЕФА: 2011